# Carales cubensis
Carales cubensis là một loài bướm đêm thuộc phân họ Arctiinae, họ Erebidae.